# Lingua neo-aramaica assira

Sûret in scrittura siriaca.

Il neo-aramaico assiro, noto anche come assiro (ܐܬܘܪܝܐ ܣܘܪܝܝܐ; Ātūrāyā sūrāyā), è un dialetto della lingua aramaica, parlato, si stima, da circa 220.000 persone nel mondo (1994). Un tempo stanziati in un'area compresa tra il Lago di Urmia, nel nord-ovest dell'Iran odierno e la città di Siirt, nella Turchia sud-orientale, ma oggi sparpagliati in tutto il mondo a seguito della diaspora assira iniziata durante la prima guerra mondiale e mai completamente terminata.
Ethnologue stimava che, nella terra d'origine della lingua (oggi divisa tra diversi stati) le persone che parlano ancora la lingua siano poco più di 80.000 così ripartiti: (tra parentesi l'anno del censimento)
- 30.000 in Iraq (1994)
- 30.000 in Siria (1995)
- 15.000 in Iran (1994)
- 3.500 in Armenia (2001)
- 3.000 in Georgia (1999)

La maggioranza dei parlanti il neo-aramaico assiro ormai vive all'estero, soprattutto negli Stati Uniti d'America ed in Europa.

Molti dei locutori sono membri della Chiesa assira d'Oriente o dell'Antica Chiesa d'Oriente.
La lingua neo-aramaica assira non è da confondere né con la lingua accadica assira né con il dialetto aramaico antico adottato come lingua franca in Assiria nell'VIII secolo a.C.

## Storia
Il neo-aramaico assiro è una delle molte lingue moderne aramaiche orientali parlate nella zona fra il Lago Urmia e l'Azerbaijan Iraniano e Mosul nell'Iraq settentrionale. Ebrei e Cristiani parlano differenti dialetti spesso incomprensibili l'uno con l'altro.
La lingua neo-aramaica si è evoluta dal medio aramaico nel corso del XIII secolo. In seguito allo scisma del 1552 che separò la Chiesa assira d'Oriente dalla Chiesa cattolica caldea, si ebbe anche una differenziazione tra le lingue assira e neo-aramaica caldea.
Tutti i dialetti cristiano-siriaci dell'aramaico sono stati pesantemente influenzati dalla lingua siriaca classica, che è la lingua letteraria e liturgica di molte chiese della Mezzaluna Fertile. Quindi i dialetti assiri cristiani (denominati Sûret o Sûryāya Swādāya cioè siriaco colloquiale) hanno una duplice derivazione: letteraria siriaca e colloquiale aramaico orientale.
Siriano, Sûryaya Swadaya, Siriano Colloquiale. Il nome Assiro (Ātûrāya o anche Āsûrāya) è usato da molte delle comunità cristiane che parlano aramaico come definizione socio-politica di nazione (umta) piuttosto che di un gruppo religioso (millet), ma non da tutte.
I linguisti russi che studiarono il neo-aramaico assiro parlato dagli immigrati in Georgia ed Armenia alla fine del XIX secolo, denominarono la lingua Айсорский, Ajsorskij, da Ասորի Asori. In seguito, dagli anni trenta, il nome ufficiale divenne  Ассирийский, Assiriyskiy.
La Chiesa Assira dell'Est, della quale sono membri molti di quelli che parlano l'assiro neo-aramaico, usa il siriaco classico nella sua liturgia. Comunque, l'assiro colloquiale spesso ne intacca la pronuncia.

## Dialetti

Mappa dei dialetti neo-aramaici moderni

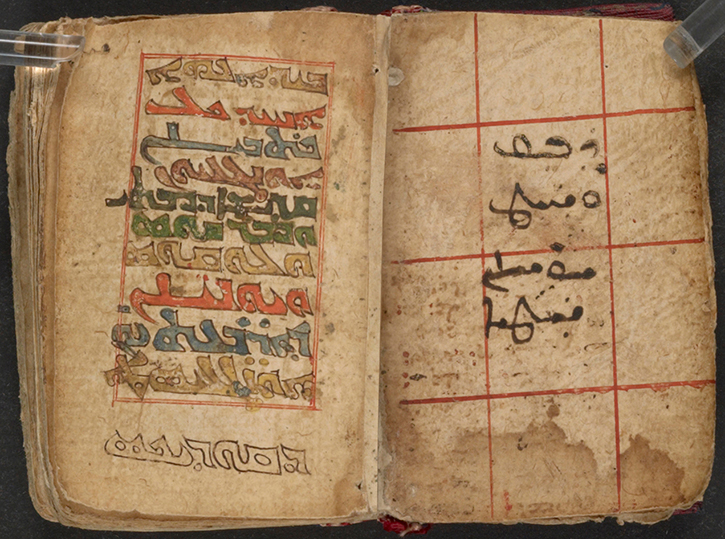
Evangeliario assiro (Ewangeliyon) del XVIII sec. dalla regione di Urmia, Iran

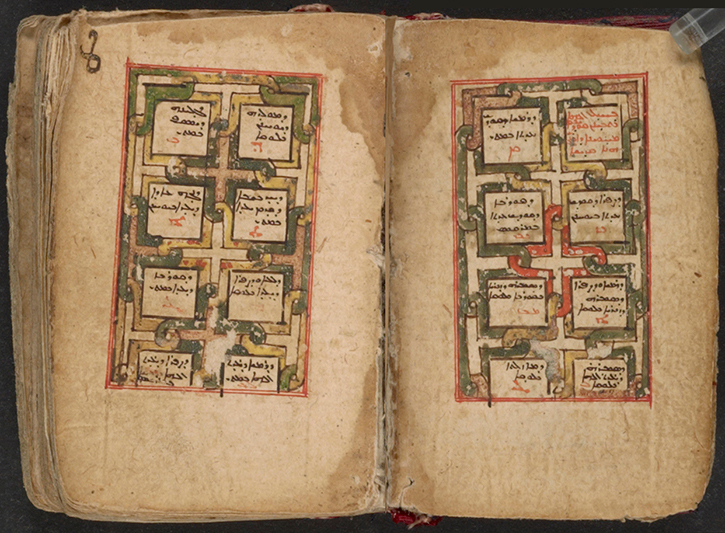
Pag. 2 dello stesso evangeliario

SIL Ethnologue distingue cinque gruppi dialettali: urmiani, settentrionali, centrali, occidentali e sapna, ognuno formato da parecchi dialetti. La letteratura assira si basa sul dialetto urmiano che è noto come "urmiano generale" (dal 1830 circa), con un secondo dialetto standard, derivato dall'urmiano generale, sviluppato nel XX secolo, conosciuto come "koiné irachena".
I dialetti dell'assiro neo-aramaico possono essere raggruppati nel seguente modo:
- Gruppo urmiano:
  - Urmia (ad ovest del lago di Urmia)
  - Sopurghan (a nord di Urmia)
  - Solduz (a sud del lago Urmia)
- Gruppo settentrionale:
  - Salmas (a nord ovest del lago di Urmia)
  - Van (ad est del lago di Van)
  - Jilu (ad ovest di Gavar ed a sud di Qudshanis)
  - Gawar (fra Salmas e Van)
  - Qochanis (appena a sud del lago di Van)
  - Barwari superiore
  - Dez
  - Baz
- Gruppo centrale:
  - Anhar
  - Nochiya
- Gruppo occidentale (la parte orientale della provincia di Hakkari):
  - Tiari superiore
  - Tiari inferiore
  - Tkhuma
  - Barwari inferiore
  - Tal
  - Lewin

I gruppi centrale ed occidentale sono spesso raggruppati insieme come dialetti Ashiret. Essi, e soprattutto il gruppo occidentale, hanno più in comune col caldeo neo-aramaico che coll'urmiano generale. I dialetti Ashiret sono spesso caratterizzati dalla presenza delle consonanti θ (th) e ð (dh) laddove altri dialetti le pronunciano o come non aspirate (t e d) o, nel caso dei dialetti settentrionali, spesso elidendole.
Il dialetto di Urmia divenne preminente nel 1836, quando quel dialetto fu scelto come base per le pubblicazioni in Assiro. Justin Perkins, un missionario presbiteriano americano, fondò scuole e stamperie, e fu attivo nella creazione di un Assiro letterario standard. 
Nel 1852, la sua traduzione della Bibbia nell'urmiano generale fu pubblicata dall'American Bible Society con un testo parallelo del classico Siriano Peshitta.
Durante la prima guerra mondiale, molti assiri abitanti in Anatolia furono costretti ad abbandonare le proprie abitazioni, e molti dei loro discendenti vivono oggi in Iraq. Parte della ricca trama di dialetti rimane, ma l'arrivo di nuove popolazioni ha creato un dialetto usualmente chiamato "koiné irachena". Si tratta di una mescolanza dei dialetti ashiret (dialetti centrali ed occidentali) con l'urmiano generale. La koiné irachena in realtà non costituisce un nuovo dialetto, ma una fusione incompleta di vari dialetti. Elementi dei dialetti ashiret originali possono ancora essere osservati nella koiné irachena, soprattutto nella parlata dei più anziani.
Il dialetto urmiano è diventato il dialetto di prestigio del neo-aramaico assiro, e la comprensione fra i due è limitata.
Si potrebbe dire che gli Assiri iraniani abbiano sviluppato una "koiné iraniana". In ogni caso, la loro lingua è molto più uniforme, e molto più simile all'urmiano generale. Nella diaspora assira, soprattutto negli Stati Uniti, quelli di estrazione iraniana possono essere distinti da quelli dall'Iraq per via della loro lingua basata maggiormente sull'urmiano.

## Scrittura
L'assiro viene scritto utilizzando la versione Madnhāyā dell'alfabeto siriaco, che viene anche utilizzato per il siriaco classico.
Negli anni trenta del XIX secolo, il missionario e orientalista americano Justin Perkins usò la scrittura siriana per scrivere in assiro urmiano. In ogni caso, il suo sistema di scandizione pesantemente etimologico distingue ciò dalla più naturale scandizione caldea. Altre agenzie missionarie (cattoliche, anglicane e russo-ortodosse) adattarono la scrittura di Perkins per stampare l'urmiano generale.
Negli anni trenta del XX secolo, in Unione Sovietica, seguendo la politica di stato per le minoranze linguistiche, venne sviluppata una scrittura dell'assiro che utilizzava l'alfabeto latino, e venne anche pubblicato parecchio materiale. Tuttavia, questa innovazione non ha soppiantato la scrittura siriaca.